# David von Ballmoos
David von Ballmoos (* 30. Dezember 1994 in Burgdorf) ist ein Schweizer Fussballtorhüter.

## Karriere

### Verein
Von Ballmoos spielte seit der Super-League-Saison 2011/12 beim BSC Young Boys. In den Saisons 2015/16 und 2016/17 war er an den FC Winterthur, für den er in der Challenge League spielte, ausgeliehen. Seit der Saison 2017/18 ist er zurück beim BSC Young Boys, wo er Stammtorhüter in der Super League ist.
Im Oktober 2021 renkte er sich beim Cupspiel gegen den FC Lugano die Schulter aus und musste operiert werden. Im März 2023 wurde er am Knie operiert und fiel für den Rest der Saison aus. Seit Anfang 2023 wird er von Anthony Racioppi und nach dessen Verletzung durch Marvin Keller vertreten.

### Nationalmannschaft
Er war Juniorennationalspieler der Schweiz. Im März 2022 wurde er erstmals für die A-Nationalmannschaft nominiert und war in den Testspielen gegen England am 26. März 2022 (auswärts, 1:2-Niederlage) und den Kosovo vom 29. März 2022 (Heimspiel, 1:1) sowie im Heimspiel der UEFA Nations League gegen die Tschechische Republik am 27. September 2022 (2:1) Ersatztorhüter.

## Titel und Erfolge
BSC Young Boys
- Schweizer Meister 2018, 2019, 2020, 2021 und 2023
- Schweizer Cupsieger 2020